# Nepenthes attenboroughii
Nepenthes attenboroughii este o specie de plante carnivore din genul Nepenthes, familia Nepenthaceae, ordinul Caryophyllales, descrisă de A.S. Rob., S. Mcpherson și V.B. Heinrich. Conform Catalogue of Life specia Nepenthes attenboroughii nu are subspecii cunoscute.

## Galerie de imagini

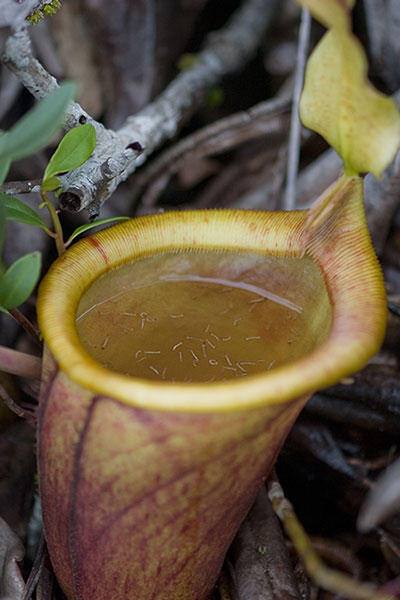
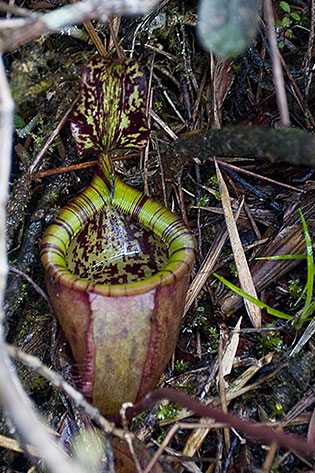